# Batalha de Dirráquio (1081)
A Batalha de Dirráquio (perto da moderna Durrës, na Albânia) foi uma batalha ocorrida em 18 de outubro de 1081 entre o Império Bizantino, liderado pelo imperador Aleixo I Comneno (r. 1081-1118), e os normandos da Itália sob Roberto Guiscardo, o duque da Apúlia e da Calábria. A batalha foi travada fora da cidade de Dirráquio (também conhecida como Durazzo), a capital bizantina da Ilíria, e terminou numa vitória normanda.
Após a conquista da Itália bizantina e da Sicília sarracena pelos normandos, o imperador bizantino Miguel VII Ducas (r. 1071–1078), arranjou o casamento de seu filho com a filha de Roberto Guiscardo. Quando Miguel foi deposto, Roberto usou o noivado como desculpa para invadir o Império Bizantino em 1081. Seu exército cercou Dirráquio, mas sua frota foi derrotada pelos venezianos. Em 18 de outubro de 1081, os normandos enfrentaram o exército bizantino sob Aleixo I nos arredores de Dirráquio. A batalha começou com a ala direita bizantina destruindo a ala esquerda normanda, que se rompeu e fugiu em debandada. Os mercenários varangianos se juntaram à perseguição, acabaram se separando da força principal e foram massacrados. Os cavaleiros no centro das forças normandas atacaram então o centro do exército bizantino e o arrasaram, desorganizando os bizantinos, que acabaram aniquilados.
Após esta vitória, os normandos tomaram Dirráquio em fevereiro de 1082 e avançaram pelo território bizantino, capturado a maior parte da Macedônia e da Tessália. Roberto então foi forçado a deixar a Grécia para lidar com um ataque a seu aliado, o papa, pelo Sacro Império Romano-Germânico, liderado por Henrique IV (r. 1084-1105). Ele deixou seu filho, Boemundo encarregado do exército na Grécia. A princípio, tudo correu bem para os normandos, que derrotaram Aleixo I em diversas batalhas, mas Boemundo acabou derrotado por Aleixo próximo a Lárissa e foi forçado a recuar para a Itália, devolvendo todos os ganhos da campanha aos bizantinos. Esta recuperação marcou o início da chamada "Restauração Comnena".

## Contexto
Os normandos chegaram pela primeira vez no sul da Itália em 1015 vindos da França para servir aos lordes lombardos locais como mercenários contra o Império Bizantino. O pagamento pelos seus serviços eram terras e logo eles se tornaram poderosos o suficiente para desafiar a autoridade papal; em 1054, eles derrotaram as forças papais na Batalha de Civitate, forçando-o a reconhecer a autoridade normanda na região. Em 1059, o papa alçou Roberto Guiscardo, da família Altavila, duque da Apúlia, Calábria e Sicília. Porém, a maior parte da Apúlia e da Calábria estava nas mãos dos bizantinos e a Sicília, na dos sarracenos.
Em 1071, Roberto e seu irmão, Rogério, já tinham tomado o último bastião bizantino na Itália, Bari. No ano seguinte, eles conquistaram também a Sicília, destruindo o emirado muçulmano da Sicília. Em 1073, o imperador bizantino Miguel VII Ducas despachou um enviado a Roberto oferecendo-lhe a mão de seu filho Constantino Ducas em casamento com sua filha Helena. Guiscardo aceitou a proposta e enviou Helena para Constantinopla. Porém, em 1078, Miguel foi deposto por Nicéforo III Botaniates, o que acabou com as esperanças de Helena em relação ao trono imperial. O golpe deu a Guiscardo o pretexto que ele precisava para invadir o Império: salvar a filha que havia sido maltratada. Porém, sua intervenção foi atrasada por uma revolta na Itália.
Roberto alistou todos os homens em idade de combate no exército, que ele mesmo equipou. Enquanto isso, ele enviou um embaixador à corte bizantina com ordens de exigir um tratamento decente para Helena e para tentar trazer para o seu lado o doméstico das escolas (o comandante-em-chefe do exército bizantino) Aleixo. O resultado desta tentativa diplomática é desconhecido, mas o embaixador, voltando para a Itália, soube que Aleixo havia conseguido derrubar Botaniates e tomara o trono para si. Quando o embaixador retornou, ele apelou a Roberto para que firmasse a paz, alegando que Aleixo não queria nada além de amizade com os normandos. Roberto não tinha intenção nenhuma de seguir o conselho e enviou o seu filho Boemundo com uma força de vanguarda para a Grécia, que desembarcou em Avalona, com Roberto vindo logo atrás.

## Prelúdio
| “ | Não estando satisfeito com os homens que haviam servido em seu exército desde o início e tinham experiência em batalhas, ele formou um novo exército, composto por recrutas sem se preocupar com a idade. De todos os cantos da Lombardia e da Apúlia ele os recrutou, maiores e menores de idade, deploráveis objetos que jamais haviam visto uma armadura em seus sonhos, mas então vestindo peitorais e levando escudos, desastradamente empunhando arcos que não tinham costume algum de utilizar e seguindo obedientemente quando lhes era permitido marchar. | ” |
|   | — Ana Comnena, A Alexíada 1.13. |   |

A frota normanda, de 150 naus incluindo os transportes de cavalos, zarpou em direção do Império Bizantino no final de maio de 1081. O exército tinha então 20 mil homens, apoiado por 1 300 cavaleiros normandos. A frota navegou até Avalona, em território bizantino, onde ela se juntou a diversos navios de Ragusa, uma república nos Balcãs que era inimiga dos bizantinos.
Roberto logo deixou Avalona e navegou para a ilha de Corfu, que se rendeu de imediato por conta de sua pequena guarnição. Tendo conquistado uma cabeça-de-ponte e criado uma rota para receber reforços da Itália, ele avançou até Dirráquio, a capital e o principal porto da Ilíria. A cidade era bem defendida e situava-se numa longa e estreita península que corria paralela à costa, mas separada dela por sapais. Guiscardo posicionou seu exército na península e armou seu acampamento próximo das muralhas da cidade. Porém, quando sua frota zarpou para Dirráquio, foi atingida por uma tempestade e diversos navios se perderam.
Enquanto isso, quando Aleixo soube que os normandos estavam se preparando para invadir território bizantino, ele enviou embaixadores para o doge de Veneza, Domenico Selvo, requisitando ajuda e oferecendo privilégios comerciais em troca. O doge, alarmado com o controle normando do estreito de Otranto, assumiu o comando da frota veneziana e zarpou imediatamente, surpreendendo a frota normanda sob o comando de Boemundo num ataque no início da noite. Os normandos contra-atacaram valentemente, mas sua inexperiência no mar os traiu. A experiente frota veneziana atacou-os numa formação cerrada conhecida como "porto marítimo" e, auxiliada por "bombas" de fogo grego, a linha de combate normanda se rompeu e a frota veneziana entrou no porto de Dirráquio.

## Cerco de Dirráquio

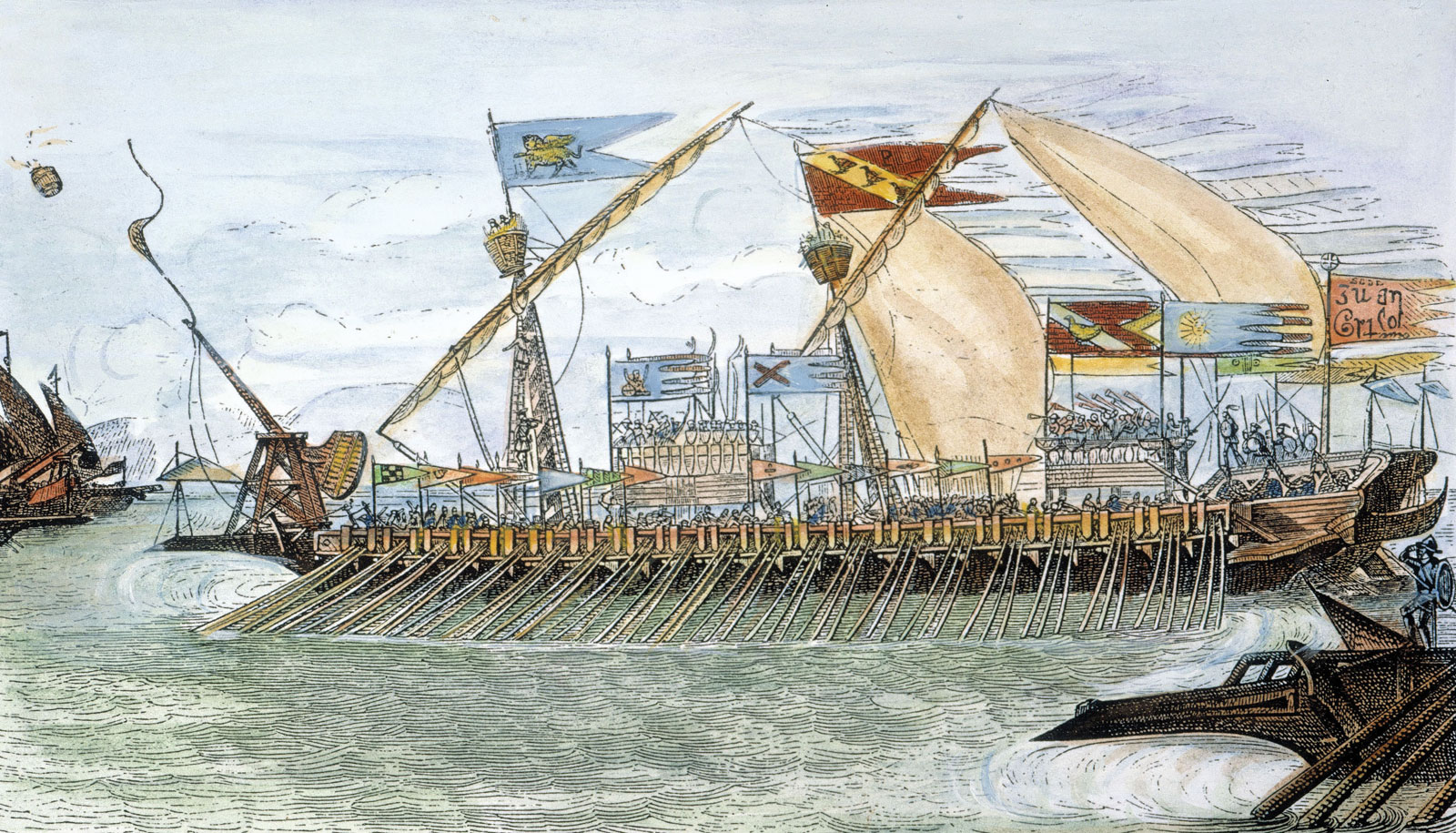
Galé veneziana

Roberto não foi desencorajado pela derrota naval e começou o cerco a Dirráquio. Comandando a guarnição da cidade estava o experiente general Jorge Paleólogo, enviado por Aleixo com ordens para defender a cidade a todo custo enquanto ele próprio estava organizando um exército para levantar o cerco e liberá-la.
Enquanto isso, a frota bizantina chegou e — após se juntar aos venezianos — atacou a frota normanda, que foi novamente derrotada. A guarnição de Dirráquio conseguiu se defender por todo o verão apesar das catapultas, balistas e torres de cerco de Roberto. Os defensores continuamente realizavam ataques de surpresa a partir da cidade e, num deles, Paleólogo lutou o dia todo com uma ponta de flecha cravada na cabeça. Noutro, os defensores conseguiram destruir uma torre de cerco de Roberto.
O acampamento normando foi então acometido por uma epidemia; de acordo com a historiadora Ana Comnena, até 10 mil homens morreram, inclusive 500 cavaleiros. Mesmo assim, a situação da guarnição na cidade começou a se tornar desesperadora por conta do efeito das máquinas de cerco normandas. Aleixo soube disso quando estava em Tessalônica com seu exército avançando com força total contra os invasores. De acordo com Comnena, Aleixo tinha por volta de 20 mil homens; o historiador John Haldon sugere que o tamanho era entre 18 e 20 mil, enquanto que John Birkenmeier estima entre 20 e 25 mil homens, composto principalmente dos tagmas do Tema Trácio e do Macedônio, que tinham por volta de cinco mil homens; as unidades de elite dos excubitores e dos vestiaritas, que tinham por volta de mil homens; uma força de maniqueístas com aproximadamente 2 800 homens, a cavalaria tessaliana, recrutas dos Bálcãs, uma infantaria armênia e outras tropas leves. Além das tropas nativas, aos bizantinos se juntaram dois mil turcos seljúcidas e mil mercenários francos, por volta de mil varangianos e sete mil auxiliares turcos enviados pelo Sultanato de Rum. Aleixo também se utilizou dos tagmas de Heracleia Pôntica e dos domínios bizantinos que ainda restavam na Ásia Menor, o que efetivamente deixou a região livre para ser conquistada pelos turcos

## Batalhas

### Movimentos iniciais
Aleixo avançou de Tessalônica e montou seu acampamento no rio Charzanes, perto de Dirráquio, em 15 de outubro. Ele realizou um conselho de guerra e buscou a opinião dos oficiais seniores, entre os quais estava Jorge Paleólogo, que conseguira escapulir em segredo da cidade. A maioria dos presentes, incluindo Paleólogo, pediram cuidado ao imperador, lembrando-o que o tempo estava ao seu lado. Aleixo, porém, preferiu um assalto imediato, esperando pegar o exército de Guiscardo pela retaguarda enquanto ele ainda estava cercando a cidade. Aleixo moveu seu exército então para as colinas de frente para a cidade planejando atacar os normandos no dia seguinte.
Porém, Guiscardo já havia sido informado da chegada de Aleixo pelos seus sentinelas e, na noite de 17 de outubro, ele moveu seu exército da península para costa. Ao saber do movimento de Guiscardo, Aleixo revisou seu plano de batalha e dividiu seu exército em três divisões, com a ala esquerda sob o comando de Gregório Pacuriano, a direita sob Nicéforo Melisseno e ele próprio no centro. Guiscardo formou sua linha de batalha de maneira similar, com a ala direita sob o comando do conde de Giovinazzo, a esquerda sob Boemundo e ele também no centro para enfrentar Aleixo.
Os varangianos receberam ordens para marchar imediatamente à frente da linha principal com uma poderosa divisão de arqueiros um pouco atrás. Estes arqueiros, por sua vez, deveriam ir para a frente dos varangianos, disparar uma saraivada e depois recuar, uma tática que deveria continuar por repetidas vezes até o contato entre as linhas.
Conforme os dois exércitos se aproximavam, Guiscardo enviou um destacamento de cavalaria no centro para fingir um ataque às posições bizantinas. Ele esperava que o blefe atraísse os varangianos, porém, seu plano falhou e a cavalaria foi forçada a recuar pelos arqueiros. A direita normanda subitamente avançou em direção ao ponto onde a ala esquerda e o centro da linha bizantina se encontravam, dirigindo seus ataques contra o flanco esquerdo dos varangianos. Eles bravamente mantiveram suas posições enquanto que a esquerda bizantina, incluindo algumas das tropas de elite de Aleixo, atacavam os normandos. A formação normanda se desintegrou e os soldados fugiram desordenadamente para a praia. Lá, eles se reagruparam a volta da esposa de Guiscardo, Sigelgaita, descrita como "outra Palas, se não uma segunda Atena".

### Colapso bizantino
Neste meio tempo, a direita e o centro bizantinos estavam engajados no combate com as forças normandas. Porém, com o colapso da direita normanda, os cavaleiros ficaram expostos a um ataque pelo flanco. Neste momento, os varangianos — principalmente anglo-saxões que tinha deixado a Inglaterra após a conquista normanda — se juntaram à perseguição dos soldados que fugiam. Com seus enormes machados de guerra, eles atacaram os cavaleiros normandos, que foram repelidos quando seus cavalos entraram em pânico. Os varangianos logo se separaram da força principal bizantina e, exauridos pelo combate, não tiveram condições de repelir um ataque direto. Guiscardo enviou uma poderosa força de lanceiros e besteiros contra o flanco varangiano e infligiu-lhes pesadas perdas. Os poucos sobreviventes fugiram para a igreja de São Miguel Arcanjo, que os normandos imediatamente incendiaram, matando todos eles nas chamas.
Enquanto isso, Jorge Paleólogo realizou outro ataque liderando as forças de Dirráquio, mas não conseguiu salvar a situação. Pior, o rei vassalo de Aleixo, Constantino Bodino de Dóclea, o traiu e os turcos que haviam sido emprestados pelo sultão seljúcida Suleimão I seguiram o exemplo dele e também desertaram. Agora sem uma ala esquerda (ainda perseguindo a direita normanda), Aleixo estava exposto no centro e Guiscardo enviou sua cavalaria pesada contra ele. Ela primeiro derrotou os escaramuçadores leves e depois se dividiu em destacamentos menores que atacaram simultaneamente diversos pontos da linha bizantina. Esta carga rompeu a linha inimiga e provocou uma debandada. O acampamento imperial, que havia permanecido sem proteção, caiu em mãos normandas. Aleixo e sua guarda resistiram o quanto puderam antes de recuar. Durante o recuo, Aleixo se separou dela e foi atacado por soldados normandos. Enquanto escapava, foi ferido na testa e perdeu muito sangue, mas acabou por conseguir chegar em Ócrida, onde reagrupou seu exército.

## Resultado
| “ | Aleixo era sem dúvida um bom tático, mas foi muito atrapalhado pela gana indisciplinada de perseguir a ala inimiga derrotada, um pecado cardinal nos manuais táticos bizantinos. Ele falhou ao não levar em conta a eficiência da carga da cavalaria pesada normanda, que atravessou suas linhas com pouca resistência. | ” |
|   | — John Haldon, The Byzantine Wars. |   |

A batalha foi uma pesada derrota para Aleixo. O historiador Jonathan Harris chega a afirmar que ela foi "tão severa quanto a de Manzicerta". Ele perdeu por volta de cinco mil de seus homens, incluindo a maior parte dos varangianos. As perdas normandas são desconhecidas, mas John Haldon alega que foram substanciais, pois ambas as alas se romperam e fugiram. O historiador Robert Holmes afirma: "A nova tática de cavalaria de realizar a carga com a lança aninhada - presa firmemente sob os braços para unir a força de impacto do homem e do cavalo - se mostrou vencedora".
Jorge Paleólogo não conseguiu reentrar na cidade após a batalha e partiu com a força principal. A defesa da cidadela foi deixada a cargo dos venezianos, enquanto que a cidade em si ficou a cargo do albanês Comiscortes. Em fevereiro de 1082, Dirráquio caiu após um cidadão veneziano ou amalfitano ter aberto os portões para os normandos. O exército normando então prosseguiu sua campanha, atacando a maior parte da Grécia setentrional sem enfrentar muita resistência. Enquanto Guiscardo estava em Castória, mensageiros chegaram da Itália informando que a Apúlia, Calábria e a Campânia estavam em revolta. Ele também soube que o sacro imperador romano, Henrique IV estava às portas de Roma e cercando o papa Gregório VII, um aliado normando. Aleixo havia negociado com Henrique e deu-lhe 360 mil moedas de ouro em troca desta aliança. Henrique respondeu invadindo a Itália e atacando o papa. Roberto correu para socorrê-lo, deixando seu filho, Boemundo encarregado do exército na Grécia.
Aleixo, desesperado por dinheiro, ordenou o confisco dos tesouros da Igreja e, com este dinheiro, juntou um exército perto de Tessalônica e marchou para dar combate a Boemundo, que o derrotou em duas ocasiões: uma perto de Arta e outra próximo a Janina. As derrotas deixaram Boemundo com o controle da Macedônia e de quase toda a Tessália. Boemundo avançou com seus homens contra a cidade de Lárissa. Enquanto isso, Aleixo juntou um novo exército e, com sete mil turcos enviados pelo sultão, avançou contra os normandos e os derrotou. O desmoralizado e mal pago exército normando retornou para a costa e zarpou de volta para a Itália, enquanto Aleixo concedia aos venezianos uma colônia comercial em Constantinopla, além de isenção de taxas comerciais como retribuição à ajuda recebida. Eles responderam recapturando Dirráquio e Corfu, devolvendo ambas as cidades aos bizantinos. Estas vitórias devolveram o Império ao status quo ante bellum e marcaram o início da chamada "restauração Comnena".